# Espierres
Cet article concerne la commune belge. Pour la rivière, voir Espierre.
Espierres (en néerlandais : Spiere) est une section de la commune belge à facilités linguistiques d'Espierres-Helchin, en province de Flandre-Occidentale. C'était une commune à part entière avant la fusion des communes de 1977.

## Géographie

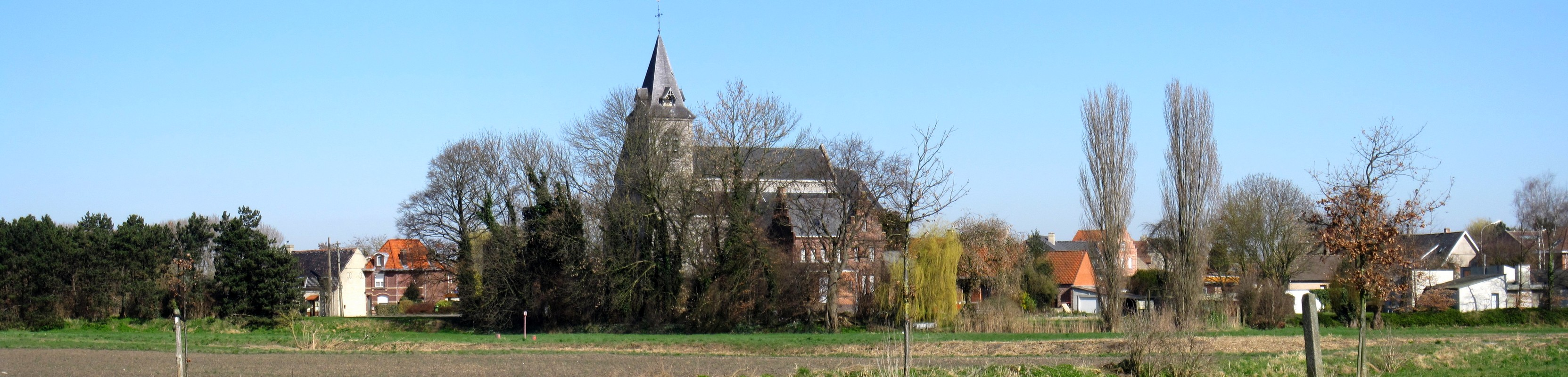
Spiere

Espierres est limitrophe des localités suivantes : Kooigem, Saint-Genois, Helchin, Pottes, Hérinnes, Warcoing, Saint-Léger, et Dottignies.
La localité, limitrophe de la Région wallonne, se trouve le long de l'Escaut, à l'extrême sud de la Flandre-Occidentale.
La Grande Espierres et le canal de l'Espierres y débouchent dans l'Escaut.

## Notes

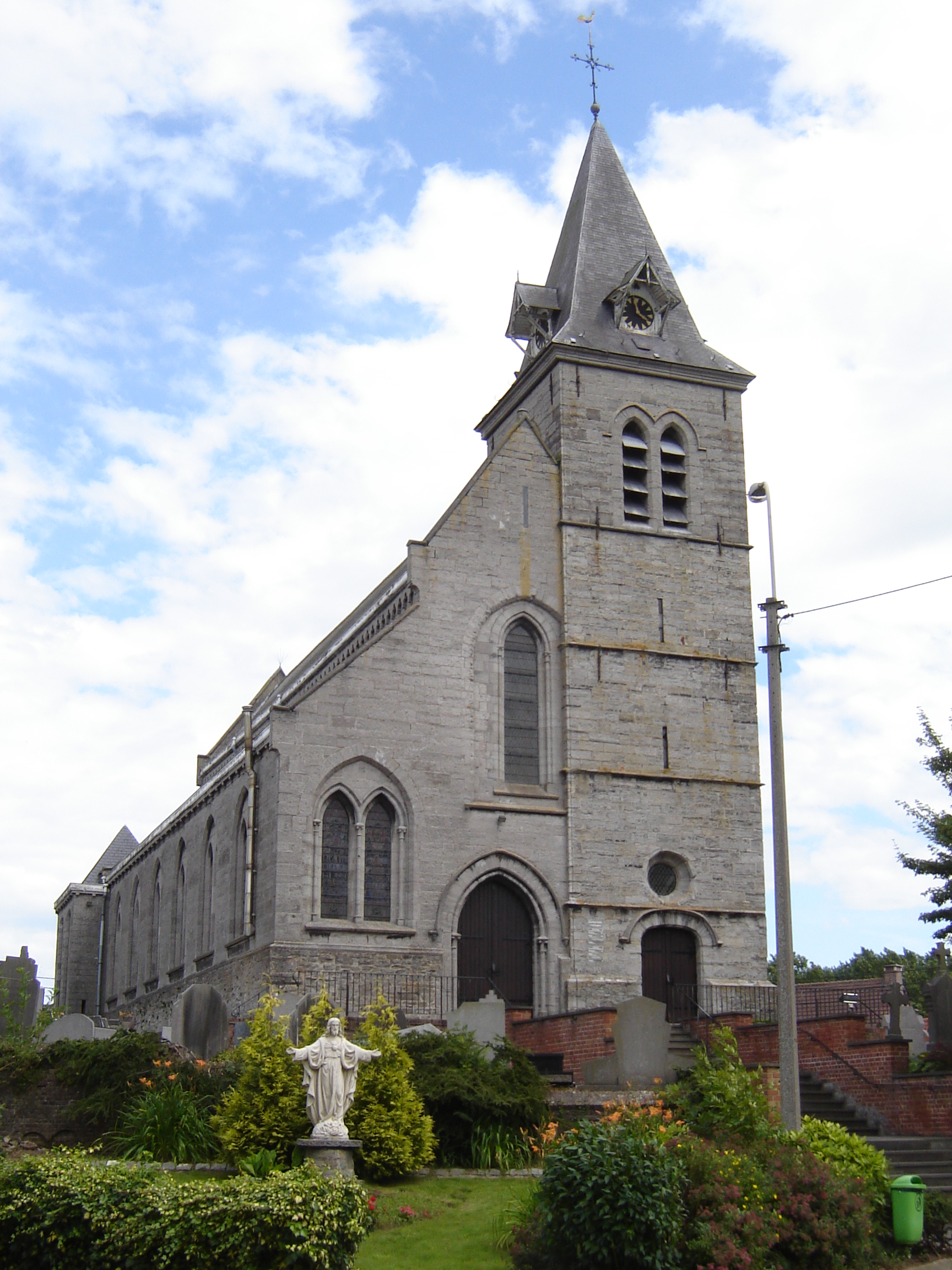
L'église Saint-Amand et du Sacré-Cœur (Kerk van Sint-Amandus en Heilig Hart).

## Démographie

### Évolution démographique
- Sources : INS, Rem. : 1831 jusqu'en 1970 = recensements, 1976 = nombre d'habitants au 31 décembre[5].